# I grandi della letteratura italiana
I grandi della letteratura italiana è stato un programma della Rai affidato al giornalista Edoardo Camurri e supervisionato da Carlo Ossola, Gabriele Pedullà e Luca Serianni. Nelle venti puntate del programma Camurri parla di venti importanti scrittori italiani, partendo dalla principale opera dell'autore per poi parlare dello stile e della vita.
Gli autori analizzati nel programma sono Dante Alighieri, Francesco Petrarca, Giovanni Boccaccio, Ludovico Ariosto, Ugo Foscolo, Alessandro Manzoni, Giacomo Leopardi, Giovanni Verga, Giosuè Carducci, Giovanni Pascoli, Italo Svevo, Gabriele D'Annunzio, Luigi Pirandello, Giuseppe Ungaretti, Eugenio Montale, Cesare Pavese, Carlo Emilio Gadda, Pier Paolo Pasolini, Elsa Morante e Italo Calvino.